# Eisenbahnunfall von Ariyalur
Bei dem Eisenbahnunfall von Ariyalur am 23. November 1956 entgleiste der Tuticorin Express (தூத்துக்குடி எக்ஸ்பிரஸ்) an einer Brücke bei Ariyalur, Tamil Nadu, und stürzte in den Fluss „Maradaiyar“ oder „Marudaiyar“. Mindestens 144 Menschen starben.

## Unfallhergang
Vor Mitternacht hatten noch mehrere Züge die spätere Unfallstelle problemlos passiert. Nach bereits vier Tagen andauernder, sehr starker Regenfälle war der Schnellzug von Madras (heute: Chennai) nach Tuticorin unterwegs. Der Fluss Maradaiyar, den der Zug etwa 270 km von Madras entfernt queren musste, führte Hochwasser. Der sintflutartige Regen hatte die Widerlager der Eisenbahnbrücke und den Bahndamm vor der Eisenbahnbrücke unterspült. Die Brücke und der aufgeweichte Bahndamm verschoben sich gegeneinander, wobei das Gleis verworfen wurde. Als der Schnellzug gegen 5:30 Uhr die Stelle befuhr, entgleiste er. Die Lokomotive, sechs Personenwagen – vier Wagen der 3. Klasse, einer davon für Frauen reserviert, und zwei Wagen der 2. Klasse – sowie ein Gepäckwagen entgleisten und stürzten in den Fluss. Der für Frauen reservierte Wagen wurde weitgehend durch den Schlamm im Grund des Flusses begraben.

## Folgen
Mindestens 144 Menschen starben, zahlreiche Opfer ertranken, 110 wurden darüber hinaus verletzt. 60 nicht identifizierte Leichen wurden am Flussufer mit Benzin übergossen, an Ort und Stelle verbrannt und die Überreste in einem Massengrab beigesetzt.
Die Rettungsarbeiten konnten ausschließlich durch Hilfszüge erfolgen, die aus Richtung Dalmiapuram und Tiruchirapalli an die Unfallstelle heranfuhren, da die Strecke aufgrund der Flut nach Norden hin unterbrochen war.
Die nach Ansicht der Behörden schuldigen Eisenbahner wurden verhaftet. Der damalige indische Eisenbahnminister, Lal Bahadur Shastri, übernahm die politische Verantwortung für den Unfall und trat zurück.